# Ar 81 (航空機)
アラド Ar 81
- 用途：急降下爆撃機
- 設計者：ヴァルター・ブルーメ
- 製造者：アラド
- 生産数：3機
- 運用開始：1935年
- 運用状況：試作のみ

アラド Ar 81（Arado Ar 81）は、ドイツの急降下爆撃機の試作機である。ドイツ航空省（RLM）が競合機のユンカース Ju 87の採用を決めたために3機の試作機が製作されただけであった。

## 開発
1934年にRLMはドイツ空軍のハインケル He 50を代替する新しい急降下爆撃機を開発する計画を2つ並行して開始した。最初の「ゾフォルト」（Sofort：緊急）と呼ばれる計画は暫定的な急降下爆撃機であり、ヘンシェル Hs 123の生産へと結びついた。2つ目の「シュトゥルツボンバー」（Sturzbomber：急降下爆撃機）計画はより完成度の高い航空機の生産を目指していた。1935年1月にこの計画に対する正式な要求仕様がドイツの航空機メーカーへと送られたが、この仕様は既に試作初号機が製作に入っていたユンカース Ju 87に合わせて作成されており、実際にはドイツ空軍は既にユンカース社に対して118機分の発注をしていた。にもかかわらず2社が競合機となるハインケル He 118とアラド Ar 81の試作機を各々3機ずつ受注し、ブローム・ウント・フォス Ha 137が自主開発機として競争試作に参加した。
Ar 81はこの中で唯一の複葉機であり、これはエルンスト・ウーデットの助言によるものだと言われている。競合機が逆ガル翼の単葉機という形態を採っているのに対しこの時代遅れの形式を使用することはアラド社内でも幾分懐疑的であったらしいが、結局Ar 81は全金属製の複葉機として製作された。本機はJu 87の試作初号機よりも流線形の洗練された設計であり、幾分小型で軽量であった。細い胴体は機首に覆いを密着させたユンカース ユモ 210Cエンジンを搭載し、その下側に大型のラジエーターを備えていた。主翼のスパンは比較的短く、外翼部で上翼と下翼をN字型支柱で繋ぎ、2名の搭乗員は主翼の直後にある半閉鎖式キャノピーで覆われた余裕のあるコックピットに背中合わせに座った。後部キャノピーの後端は開放式になっており、銃手は防御用機関銃で自在に照準を合わせることが可能であった。固定式の主脚の脚柱には流線型の覆いが取り付けられ、車輪はスパッツで覆われていた。
後部胴体は非常に細く、試作初号機Ar 81V1の水平尾翼は幾らか上反角がつき左右の端部に2枚の垂直尾翼と方向舵を備えていたことで後部銃手の射界を改善していたが、1935年末からのテストでは深刻な安定性の問題が判明した。試作2号機では上反角が除かれた水平尾翼の取り付け位置が上に上げられて支柱が取り付けられたが、この対処は問題の解決にはならなかった。このことから試作3号機では尾翼の構造が全面的に改修されて、大断面のブーム構造が1枚の垂直尾翼と大面積の方向舵を保持する形となった。試作初号機と2号機が3枚ブレードの固定ピッチのプロペラを装備していたのに対して、この試作3号機は2枚ブレードの可変ピッチのプロペラを装着していた。
防御用の武装として1丁のMG 17 機関銃がエンジンカウリング内に、1丁のMG 15 機関銃が後部座席に装備される予定であったが、おそらく実際には装着されなかった。同様に急降下中に250 kg爆弾をプロペラ圏外へ投射する特別な爆弾架が胴体下面に装備されたと言われている。テストパイロットのクルト・シュタルク（Kurt Starck）は1936年のテストでAr 81のみが垂直降下で500kg爆弾を投下できたと言っているが、これは爆弾架を装着していたはずであることを示している。
開発の進んだ試作3号機のAr 81 V3ではアラド機は水平速度、運動性、航続距離といったような幾つかの点でJu 87の試作機よりも優り、特に上昇率はユンカース機の4,000 mまで23分に対し11分しか要さなかった。しかしJu 87はより近代的な設計であり、より強力なエンジンを搭載することで性能が改善される可能性を秘めていたのに対してAr 81は発展性に欠いていた。また尾翼の改修などによる遅れによりAr 81 V3が1936年春になってようやく姿を見せた時にはRLMは既にJu 87の採用を決めていた。

## 要目 (Ar 81V3)
出典: Herbert Léonard
諸元
- 乗員: 2
- 全長: 11.65 m （38 ft 2+1⁄2 in）
- 全高: 3.57 m （11 ft 8+1⁄2 in）
- 翼幅: 11.20 m（36 ft 9 in）
- 翼面積: 35.6 m2 （383 ft2）
- 空虚重量: 1,925 kg （4,235 lb）
- 運用時重量: 3,070 kg （6,754 lb）
- 有効搭載量: kg （lb）
- 最大離陸重量: kg （lb）
- 動力: ユンカース ユモ 210Ca 液冷 倒立 V型12気筒エンジン、447 kW （640 hp at 2700 m）   × 1

性能
- 超過禁止速度: km/h （kt）
- 最大速度: 345 km/h （186 knots） 214 mph at 4,000 m (13,100 ft)
- 巡航速度: km/h （kn） mph
- 失速速度: km/h （kt）
- フェリー飛行時航続距離: km （海里）
- 航続距離: 790 km （427 nmi） 491 mi
- 実用上昇限度: 7,700 m （25,300 ft）
- 上昇率: 4,000 m (13,100 ft)まで: 11分
- 離陸滑走距離: m （ft）
- 着陸滑走距離: m （ft）
- 翼面荷重: kg/m2 （lb/ft2）
- 馬力荷重（プロペラ）: kW/kg （lb/hp）

武装
- 固定武装: 1 × 7.92 mm (.312 in) MG 17 機関銃（エンジンカウリング）、1 × 7.92 mm (.312 in) MG 15 機関銃（後部座席）
- 爆弾: 1 × 250 kg（胴体下の爆弾架）